# Плазмаферез

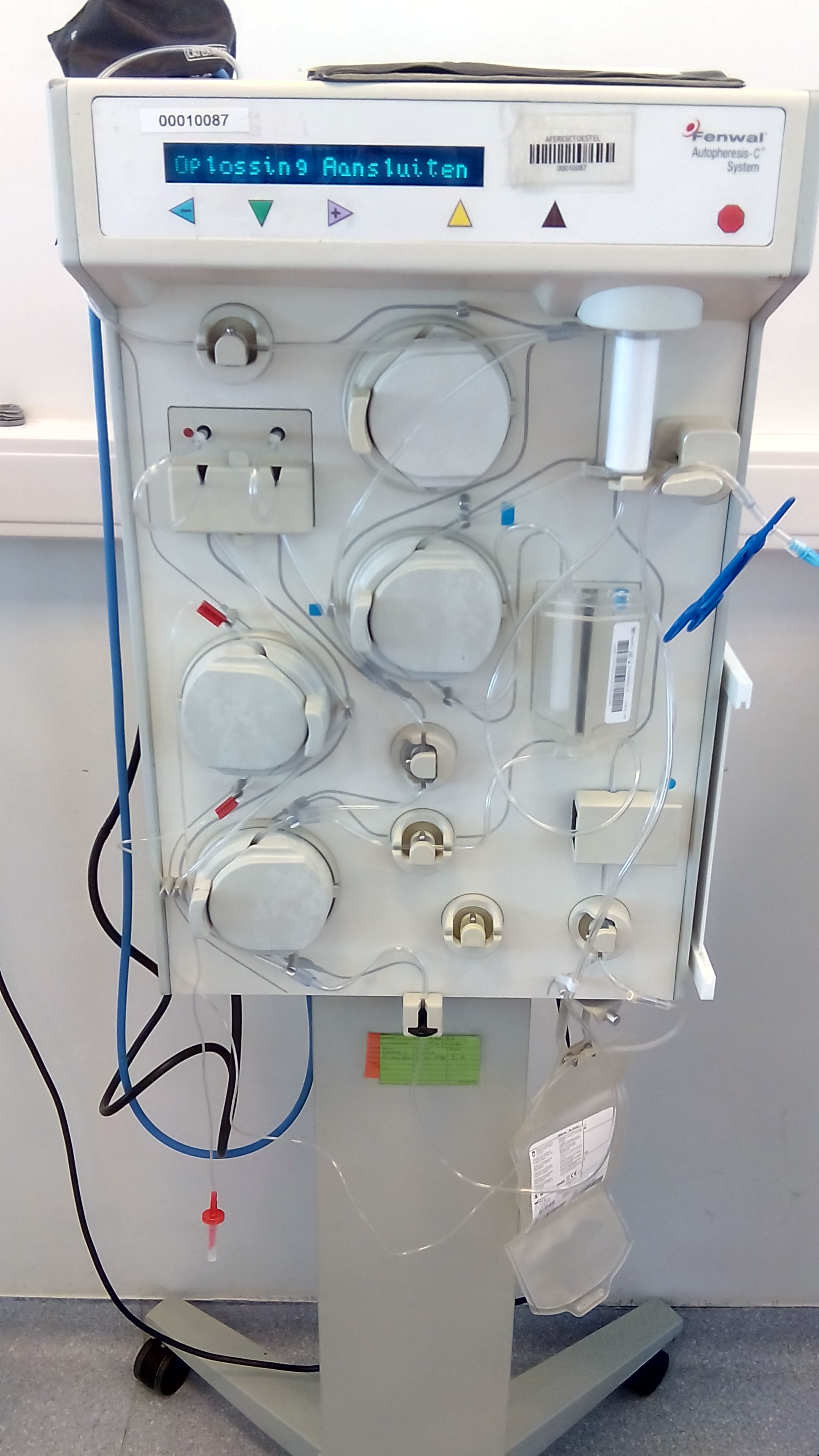
Устройство для проведения плазмофереза

Плазмафере́з (синонимы: плазмофорез, плазмаферез, плазмофарез, плазмоцитофорез) — πλάσμα (плазма (крови)) + ἀφαίρεσις (отнятие или удаление) — процедура забора крови, очистка и возвращение её или какой-то части обратно в кровоток. Это экстракорпоральная процедура (процедура, проводимая вне тела). Плазмаферез может быть как лечебным (удаление из организма токсичных компонентов), так и донорским: вместо возврата всей крови обратно возвращаются только кровяные клетки, а часть плазмы сохраняется для дальнейшего использования при изготовлении различных препаратов.
Донорский плазмаферез в зависимости от метода получения плазмы делят на аппаратный, центрифужный, мембранный и седиментационный (отстаивание) плазмаферезы.
В ходе донорского плазмафереза из организма извлекается порция крови в систему, во флакон, в гемоконтейнер, которая затем, в зависимости от метода, разделяется на плазму и форменные элементы: клетки крови — эритроциты (красные кровяные тельца), лейкоциты (белые кровяные тельца), тромбоциты (клетки, участвующие в процессе свёртывания крови). Клетки крови возвращаются в организм, а удалённая плазма, в зависимости от того, лечебный это плазмаферез или донорский, утилизируется, используется для переливания, для получения компонентов или препаратов крови. Если плазма подвергается замораживанию и возвращается, то такая процедура называется криоферез. Донорский плазмаферез — строго регламентированная процедура, объём удалённой плазмы и кратность процедур регламентированы в Российской Федерации «Законом о донорстве» и инструкциями.

## Терапевтический плазмаферез
У пациента берут определённое количество крови и удаляют из неё жидкую часть — плазму, в которой и содержатся токсические и метаболические компоненты (кровь состоит из двух составляющих — форменных элементов и плазмы).
Используют в лечении неврологических, аутоиммунных заболеваний, когда необходимо быстрое удаление антител. Используется при отсутствии эффекта от глюкокортикоидов при рассеянном склерозе, оптикомиелите, нейропатии.
Процедура плазмафереза осуществляется через специальный аппарат, полностью исключающий возможность инфицирования пациента гепатитами, в отличие от ВИЧ, длится около полутора часов.
В настоящее время в России распространено применение плазмафереза при терапии многих заболеваний, в том числе астмы, ревматоидного артрита, гипертонической болезни, однако никаких доказательств его эффективности нет.

## Мембранный плазмаферез
Мембранный плазмаферез — выведение из организма различных патологических продуктов (токсических или балластных элементов) путём удаления плазмы крови через фильтрацию крови в плазмофильтрах.
Мембранный плазмаферез как метод эфферентной терапии находит всё более широкое применение в клинической практике. Многие заболевания человека сопровождаются нарушениями состава внутренней среды, которые во многом определяют тяжесть течения болезни и даже являются основными причинами неблагоприятных исходов, несмотря на использование самых современных медикаментозных средств или хирургических вмешательств. Такие проблемы возникают при острых воспалительных заболеваниях органов грудной и брюшной полостей, тяжёлых травмах и ожогах, отравлениях и инфекционных болезнях, когда развивается синдром эндогенной интоксикации с вторичным подавлением системы иммунной защиты. Развивается своего рода «иммунный дистресс синдром». В такой ситуации детоксикация с выведением эндотоксинов и других патологических продуктов позволяет добиться перелома в течении заболеваний.
Ведущую роль здесь играет плазмаферез, позволяющий, помимо выведения эндотоксинов, удалить и все некомпетентные компоненты гуморального иммунитета. Замещение удаляемого объёма донорской плазмой способствует более эффективному восстановлению системы защиты и более быстрому и полному выздоровлению. В целом значительно сокращаются период нахождения пациентов в отделениях интенсивной терапии, общая продолжительность лечения, снижается летальность.
Однако и при самых разных хронических болезнях человека нарушения состава его внутренней среды, расстройства биохимического и иммунного состояния определяют тяжесть их течения и саму причину хронизации патологии. При этом только с помощью плазмафереза возможно удаление аллергенов, аутоантител и иммунных комплексов при аллергиях и аутоиммунных заболеваниях. Введение плазмафереза в схему комплексной терапии аутоиммунных диссеминированных болезней лёгких позволило добиваться более стойкой ремиссии при сокращении объёма гормональной терапии на 40 % и почти полном отказе от цитостатиков, практически вдвое увеличить продолжительность жизни этой категории больных.
Выведение продуктов нарушенного липидного обмена позволяет контролировать течение атеросклероза и его осложнений. Плазмаферез в состоянии ликвидировать тяжёлые последствия лучевой и химиотерапии в онкологии. Показана его высокая эффективность при хрониоинтоксикациях, в том числе наркомании и алкоголизме, что имеет не только медицинскую, но и высокую социальную значимость.
Широкие перспективы открываются в лечении токсикозов беременных, резус-конфликтов, «скрытых» урогенитальных инфекций, антифосфолипидного синдрома, что может надёжно предупреждать нарушения внутриутробного развития плода и снизить уровень перинатальной смертности, восстановить демографический баланс.
После перенесённого вирусного гепатита, особенно В и С, неизбежно формируется аутоиммунный хронический гепатит с последующим переходом в необратимый цирроз печени и даже первичный рак печени. С помощью плазмафереза можно удалить аутоантитела и патологические метаболиты, что способно приостановить прогрессирование поражений печени. Учитывая огромное количество людей, инфицированных этими вирусами гепатита, эта проблема также имеет большое социальное значение.
На первый взгляд сахарный диабет не представляет серьёзной угрозы, поскольку с помощью инсулина или таблеток удаётся поддерживать уровень сахара на приемлемом уровне. Однако и при таком лечении не предотвращаются вторичные обменные нарушения, неминуемо ведущие к сосудистым расстройствам, вызывающим необратимую потерю зрения, нарушения проходимости сосудов нижних конечностей, сердца и головного мозга, что намного сокращает общую продолжительность жизни. С помощью плазмафереза можно заметно снизить потенциальный риск этих вторичных осложнений диабета.

## Методы плазмафереза
Основные методы плазмафереза — фильтрационный и гравитационный.
Первый метод основан на фильтрации крови в специальных плазмофильтрах. В мире выпускаются плазмофильтры из полых пористых волокон. В России впервые был налажен выпуск плазмофильтров ПФМ-800, состоящих из плоских «трековых» пористых мембран в АО «Оптика» (ныне — в ЗАО «Плазмофильтр», Санкт-Петербург). В 2001 году появился плазмофильтр «Роса», разработанный и выпускаемый в Подмосковье, а в 2013 году — плазмофильтр "Гемос-ПФС", состоящий из спирально навитых композитных мембран.
Второй осуществляется центрифугированием крови с постоянным или прерывистым её потоком в специальных аппаратах ПФ-05, ПФ-3-05, ФК-3,5 или зарубежных фирм Gambro, Fresenius, Cobe, Dideco, Terumo или в пакетах (флаконах) в центрифугах типа РС-6, ОС-6, ЦЛ-3,5.
Создание искусственной гиповолемии запускает самый древний и мощный рефлекс приоритета восстановления циркулирующего объёма и «рывок» тканевой жидкости способствует выравниванию концентраций в этих пространствах в течение ближайших часов.

## Каскадный плазмаферез
Каскадный плазмаферез (cascade или double-filtration plasmapheresis) — повторная фильтрация плазмы крови через особый микропористый фильтр, который пропускает лишь низкомолекулярные белки (альбумины) и задерживает крупномолекулярные, в том числе и атерогенные липопротеиды.
Впервые был внедрён в клиническую практику в 1980 году в Японии, когда T. Agishi с коллегами предложил первый фильтр для разделения уже полученной плазмы на низко- и крупномолекулярные фракции. С тех пор и начала развиваться эта новая прогрессивная медицинская технология с охватом всё расширяющегося спектра заболеваний. Главными среди них являются гиперхолестеринемии при атеросклерозе с тяжелейшими сосудистыми поражениями сердца, головного мозга, аорты и периферических артерий, вызывающие инфаркт миокарда, инсульт, аневризмы с разрывами аорты и гангрену нижних конечностей. В общей сложности, такие сосудистые расстройства являются наиболее частой причиной смерти в нашей стране (более 50 % от общей смертности).
Кроме того, доказана эффективность каскадного плазмафереза и при различных формах тяжелейших и неизлечимых аутоиммунных заболеваний в самых разных областях медицины. В гематологии это миеломная болезнь, тромботическая тромбоцитопеническая пурпура, парапротеинемия и макроглобулинемия, гемолитико-уремический синдром, моноклональная гаммапатия и амилоидоз; в ревматологии это системная красная волчанка, склеродермия, ревматоидный артрит, язвенный колит и болезнь Крона; в пульмонологии — фиброзирующие альвеолиты и саркоидоз; в неврологии — рассеянный склероз, злокачественная миастения, синдром Гийена-Барре и хроническая воспалительная полинейропатия; в дерматологии — пузырчатка и буллёзный пемфигоид, эпидермальный токсический некролиз (синдром Лайелла); в нефрологии — гломерулонефрит с тяжёлым нефротическим синдромом; в хирургии и реаниматологии — сепсис и полиорганная недостаточность, а также при различных отравлениях, фульминантных формах гепатита с острой печёночной недостаточностью и многих других. При всех этих упомянутых выше заболеваниях получены самые оптимистические результаты их лечения, не достижимые ранее ни с помощью стандартных методов эфферентной терапии, в том числе и массивного плазмообмена, ни с помощью самых современных медикаментов.